# Операція «Ізотоп»
Операція «Ізотоп» (івр. "המבצע "איזוטופ, англ. Sabena Flight 571) — визволення 9 травня 1972 року ізраїльським загоном спецпризначення Саєрет Маткаль пасажирського рейсу 572 Відень — Тель-Авів авіакомпанії «Sabena», захопленого палестинськими терористами з організації «Чорний вересень».

## Захоплення
Викрадення літака було першою акцією «Чорного вересня», спрямованою проти Ізраїлю (до того організація діяла в основному проти йорданців), до того ж то була перша атака в Ізраїлі на літак іноземної компанії. В результаті захоплення застало зненацька ізраїльську розвідку. Операцію спланував глава відділу операцій організації Алі Хасан Саламех («Червоний принц»), групу очолював Алі Таха Абу-Снейна, який до того брав участь у двох викраденнях літаків. За ціль був обраний не ізраїльський літак, оскільки до того часу стало відомо, що на літаках «El Al» присутня збройна охорона.
8 травня 1972 року «Boeing 707» бельгійської авіакомпанії «Sabena» виконував рейс Брюссель — Відень — Тель-Авів. У Брюсселі на борт за фальшивими паспортами пройшли чотири терористи, двоє чоловіків і дві жінки. Невдовзі після вильоту з Відня двоє бойовиків пройшли до туалету, де вийняли приховані на тілі пістолети, гранати та пояси з вибухівкою. Негайно слідом за цим ватажок угруповання Абу Снейна увірвався з пістолетом до кабіни пілота й оголосив про викрадення літака. О 17:15 літак приземлився в аеропорту Лод; на тому відтинку маршруту у літаку було близько 100 пасажирів і 10 членів екіпажу.
Викрадачі зажадали визволення 315 палестинців, засуджених та ув'язнених в Ізраїлі. У разі невиконання вимог до 9 години ранку наступного дня терористи загрожували підірвати літак разом з пасажирами.

## Визволення
Міністр оборони Ізраїлю Моше Даян наказав почати перемовини з викрадачами. Одночасно проводилась підготовка операції з порятунку заручників. Операції було надано кодову назву «Ізотоп». За ніч на літак було встановлено пристрої підслуховування, для попередження можливості зльоту були спущені колеса та злита рідина з гідравлічних систем. Бійці «Саєрет Маткаль» відпрацьовували штурм літака на такому ж Боїнгу-707, що стояв у закритому ангарі на іншому кінці аеродромного поля.
Уранці 9 травня викрадачі зажадали провіант і пальне. У ЦАГАЛі вирішили, що це зручна нагода для порівняно безпечного штурму. Після того, як у полі зору літака з'явилась група ізраїльських солдат, які удавали визволених в'язнів-палестинців, група перемовників змогла переконати терористів, що літак потребує технічного обслуговування для забезпечення можливого відльоту. О 16:00 за місцевим часом група з 16 бійців підрозділу «Саєрет Маткаль» наблизилась до літака. Бійці були одягнуті у білі комбінезони авіатехніків (їхня зброя була схована під одягом). Групу супроводжував представник Червоного Хреста, якого офіційно не оповістили про штурм. Спецпризначенців очолював майбутній прем'єр-міністр Ізраїлю Егуд Барак.
Упродовж 90 секунд спецпризначенці трьома групами захопили літак, знешкодивши гранати та вибухові пристрої терористів. Під час штурму дві жінки-терористки були захоплені, ще два терористи були вбиті. Три пасажири зазнали поранень під час перестрілки (одне з них — смертельне). Під час штурму випадковим пострілом одного зі спецпризначенців був поранений офіцер «Саєрет Маткаль», майбутній прем'єр-міністр Біньямін Нетаньягу.
Операція увійшла в історію як перше вдале визволення літака з пасажирами на борту, захопленого терористами. Керівник терористів Алі Таха Абу-Санайна на початку штурму зачинився в туалеті, де й був застрелений прямо через двері.

## Наслідки
Обидві захоплені терористки були засуджені до довічного ув'язнення, але визволені в межах обміну полоненими після Ліванської війни.
За три тижні бойовики Японської Червоної Армії влаштували бійню в аеропорту Лод. Пізніше НФВП, що брав участь у підготовці теракту, заявив, що та акція була помстою за смерть двох бойовиків, убитих ізраїльтянами під час операції «Ізотоп».
За 4 місяці після провалу викрадення літака бойовики «Чорного вересня» захопили у заручники ізраїльських спортсменів, які брали участь у Мюнхенській Олімпіаді, убивши під час захоплення двох із них. Основною вимогою при цьому було визволення 232 членів Організації визволення Палестини і двох німецьких терористів, які у той час утримувались в ізраїльських в'язницях, а також 16, ув'язнених у в'язницях Західної Європи. Вимоги не було виконано й того разу, але в результаті непрофесійних дій силових структур ФРН під час операції з визволення усі заручники загинули.